# Gran Premi de Mònaco del 1990
Resultats del Gran Premi de Mònaco de Fórmula 1 de la temporada 1990, disputat al circuit urbà de Montecarlo el 27 de maig del 1990.

## Resultats de la cursa
| Pos | No | Pilot              | Equip                   | Voltes | Temps/ Retir.          | Pos. de sort. | Punts |
| --- | -- | ------------------ | ----------------------- | ------ | ---------------------- | ------------- | ----- |
| 1   | 27 | Ayrton Senna       | McLaren - Honda         | 78     | 1h 52' 46. 982         | 1             | 9     |
| 2   | 4  | Jean Alesi         | Tyrrell - Ford          | 78     | + 1.087 s              | 3             | 6     |
| 3   | 28 | Gerhard Berger     | McLaren - Honda         | 78     | + 2.073 s              | 5             | 4     |
| 4   | 5  | Thierry Boutsen    | Williams - Renault      | 77     | + 1 Volta              | 6             | 3     |
| 5   | 10 | Alex Caffi         | Arrows - Ford           | 76     | + 2 Voltes             | 22            | 2     |
| 6   | 29 | Éric Bernard       | Larrousse - Lamborghini | 76     | + 2 Voltes             | 24            | 1     |
| 7   | 35 | Gregor Foitek      | Onyx - Ford             | 72     | Col·lisió              | 20            |       |
| Ret | 11 | Derek Warwick      | Lotus - Lamborghini     | 66     | Virolla                | 13            |       |
| Ret | 2  | Nigel Mansell      | Ferrari                 | 63     | Bateria                | 7             |       |
| Ret | 24 | Paolo Barilla      | Minardi - Ford          | 52     | Caixa canvi            | 19            |       |
| Ret | 36 | Jyrki Järvilehto   | Onyx - Ford             | 52     | Caixa canvi            | 26            |       |
| Ret | 26 | Philippe Alliot    | Ligier - Ford           | 47     | Caixa canvi            | 18            |       |
| Ret | 6  | Riccardo Patrese   | Williams - Renault      | 41     | Distribuïdor           | 4             |       |
| Ret | 22 | Andrea de Cesaris  | Dallara - Ford          | 38     | Motor                  | 12            |       |
| Ret | 3  | Satoru Nakajima    | Tyrrell - Ford          | 36     | Virolla                | 21            |       |
| Ret | 1  | Alain Prost        | Ferrari                 | 30     | Bateria                | 2             |       |
| Ret | 19 | Alessandro Nannini | Benetton - Ford         | 20     | Caixa canvi            | 16            |       |
| Ret | 7  | David Brabham      | Brabham - Judd          | 16     | Transmissió            | 25            |       |
| Ret | 16 | Ivan Capelli       | Leyton House - Judd     | 13     | Frens                  | 23            |       |
| Ret | 25 | Nicola Larini      | Ligier - Ford           | 12     | Diferencial            | 17            |       |
| Ret | 30 | Aguri Suzuki       | Larrousse - Lamborghini | 11     | Direcció               | 15            |       |
| Ret | 23 | Pierluigi Martini  | Minardi - Ford          | 7      | Part elèctrica         | 8             |       |
| Ret | 12 | Martin Donnelly    | Lotus - Lamborghini     | 6      | Caixa canvi            | 11            |       |
| Ret | 8  | Stefano Modena     | Brabham - Judd          | 3      | Transmissió            | 14            |       |
| Ret | 21 | Emanuele Pirro     | Dallara - Ford          | 0      | Motor                  | 9             |       |
| DSQ | 20 | Nelson Piquet      | Benetton - Ford         | 34     | Irregularitats sortida | 10            |       |
| NVQ | 9  | Michele Alboreto   | Arrows - Ford           |        |                        |               |       |
| NVQ | 14 | Olivier Grouillard | Osella - Ford           |        |                        |               |       |
| NVQ | 15 | Mauricio Gugelmin  | Leyton House - Judd     |        |                        |               |       |
| NVQ | 33 | Roberto Moreno     | Euro Brun - Judd        |        |                        |               |       |
| NVQ | 17 | Gabriele Tarquini  | AGS - Ford              |        |                        |               |       |
| NVQ | 18 | Yannick Dalmas     | AGS - Ford              |        |                        |               |       |
| NVQ | 34 | Claudio Langes     | Euro Brun - Judd        |        |                        |               |       |
| NVQ | 31 | Bertrand Gachot    | Coloni - Ford           |        |                        |               |       |
| NVQ | 39 | Bruno Giacomelli   | Life                    |        |                        |               |       |

## Altres
- Pole: Ayrton Senna 1' 21. 314
- Volta ràpida: Ayrton Senna 1' 24. 468 (a la volta 59)